# Ворота Ташкента

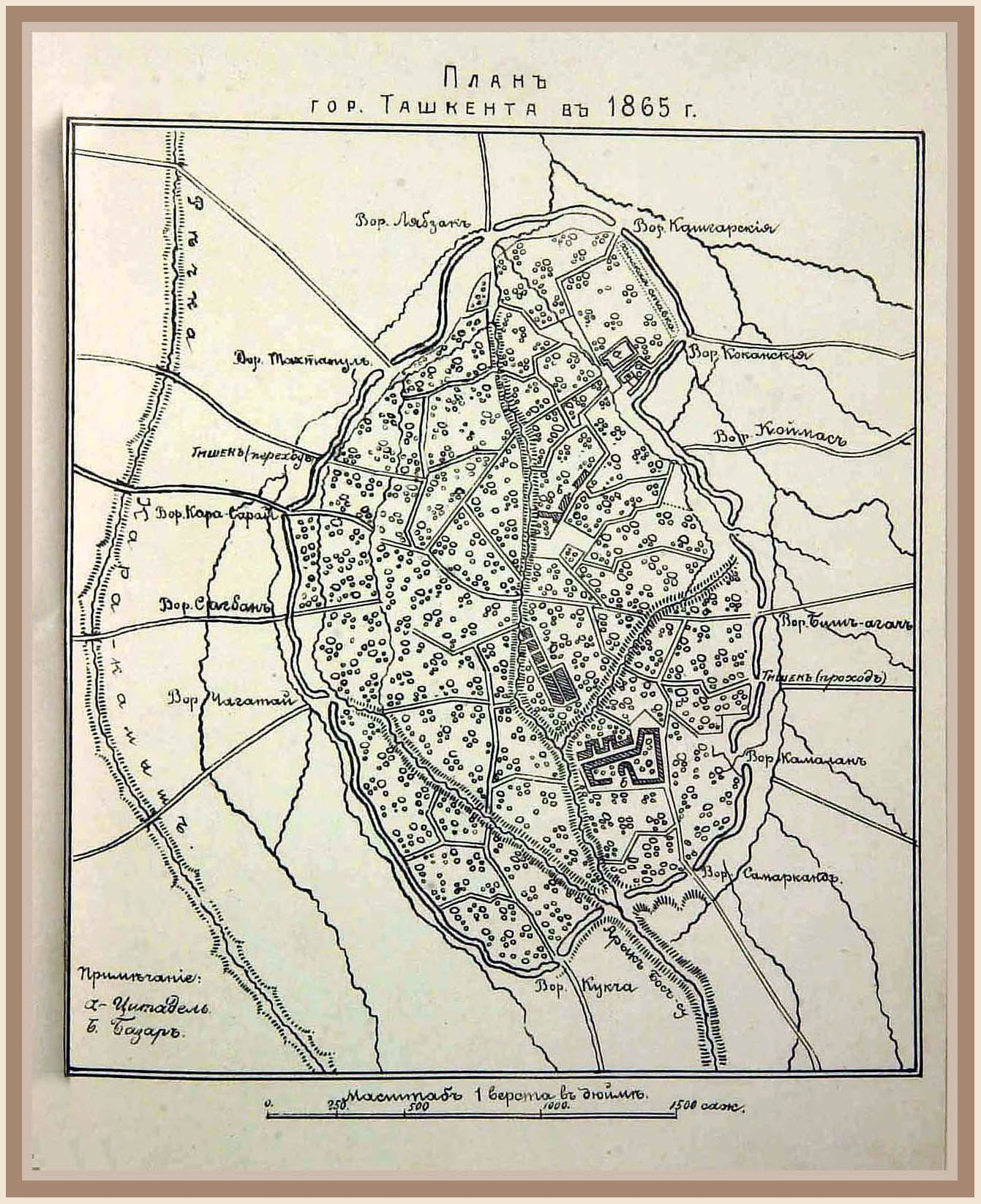
Ранняя карта Ташкента, 1865 год, на ней изображены стены и ворота

Ташкентские ворота — совокупность древних ворот в городской стене города Ташкента. Каждые ворота имели собственное название. В 1890 году были разрушены последние ворота, однако их названия сохранилось в наименованиях некоторых районов Ташкента.

## История и архитектура
Ворота были частью оборонительных укреплений и были построены вокруг нового поселения вдоль канала Бозсу (канал берет своё начало с правой стороны реки Чирчик) на пересечении караванных путей, ведущих с Тянь-Шанских гор. Информация о количестве ворот в различных источниках отличается. Исторические документы XV века говорят, что ворота назывались в честь местных племен, каждое из которых было ответственным за охрану определённых ворот.
В середине XIX века ворота были реконструированы Кокандским ханом (беклиярбек). Всего упоминалось 12 ворот: Лабзак, Тахтапуль, Карасарай, Сагбан, Чагатай, Кукча, Самарканд, Камалан, Бешагач, Коймас, Коканд и Кашгар. Некоторые из ворот носили название крупных городов, в сторону которого они открывались (например, Самарканд дарваза, что в переводе означает Самаркандские ворота, были расположены в начале дороги, ведущей в Самарканд). Другие ворота получили название от главных улиц города (например, Чагатай дарваза). Ворота были сделаны из сосны, и искусно обрамлены кованым железом. У каждых ворот были помещения для сборщика налогов (закатчи) и для охранника (дарвазабон). Ворота были открыты с рассвета и до заката. На ночь ворота закрывались и охранялись дарвазабонами, в это время разрешалось открывать только по срочному приказу главы города.
В июне 1865 года русские войска захватили Ташкент. Потеряв 25 человек, после двухдневного сражения русские захватили город. В 1890 году городская стена вместе с воротами была снесена.
В качестве военного трофея ключи от Ташкента были вывезены в Санкт-Петербург, где они хранились в военном музее им Суворова. В 1933 году они были возвращены в Ташкент. Один из ключей можно видеть в Музеи истории Узбекистана. Остальные хранятся в Национальном банке. Каждый ключ имеет выгравированную надпись с названием определённых ворот и с датой изготовления ключа по мусульманскому календарю.